# Peninha (político)
Rogério Mendonça, mais conhecido como Peninha (Nova Trento, 27 de janeiro de 1953) é um engenheiro agrônomo e político brasileiro filiado ao Movimento Democrático Brasileiro (MDB).

## Trajetória
Adolescente, Peninha foi morar em Camboriú, para estudar na Escola Agrotécnica. Mais tarde mudou-se para o Rio Grande do Sul e se formou engenheiro agrônomo. Em 1976, através de concurso público, ingressou na antiga ACARESC, atual Empresa de Pesquisa Agropecuária e Extensão Rural de Santa Catarina (EPAGRI), e foi atuar em Ituporanga, no Alto Vale do Itajaí onde, anos depois, ocuparia o cargo de secretário municipal de Agricultura.
No final da década de 1980, Peninha se filiou ao Partido do Movimento Democrático Brasileiro (PMDB) e, em 1988, se elegeu-se vice-prefeito de Ituporanga. Na eleição seguinte, em 1992, elegeu-se prefeito. Quando terminou o mandato, presidiu a EPAGRI.
Em 1998 foi eleito, pela primeira vez, deputado estadual para a 14ª legislatura (1999 — 2003), com 25 mil votos. Em 2002 foi reeleito para a 15ª legislatura (2003 — 2007), com votação crescente: 35 mil. Em 2006, com 55 mil votos, foi reconduzido à Assembleia Legislativa de Santa Catarina para a 16ª legislatura (2007 — 2011).
Em 2010, com 110.170 votos, foi eleito deputado federal à Câmara dos Deputados para a 54ª legislatura (2011 — 2015). Nas eleições de 2014, em 5 de outubro, foi eleito deputado federal por Santa Catarina para a 55ª legislatura (2015 — 2019), com 137.784 votos. Assumiu o cargo em 1 de fevereiro de 2015.
Pertencente à denominada "bancada da bala", defende o direito dos cidadãos possuírem armas de fogo para auto-defesa e, é o autor do Projeto de Lei 3722 de 2012 que pretende revogar o Estatuto do Desarmamento.
Ele foi o autor do Projeto de Lei nº 9470/2018, que resultou na Lei nº 15011, sancionada em 1º de novembro de 2024, declarando Jaraguá do Sul, no norte de Santa Catarina, como a Capital Nacional dos Atiradores. A cidade é reconhecida pela Schützenfest, a maior festa de atiradores do Brasil, realizada anualmente em novembro, e pela presença de vários clubes e sociedades de tiro. A prática do tiro esportivo, uma tradição trazida pelos imigrantes alemães no final do século XIX, permanece forte e valorizada até hoje.